# Harmadik körút (Szeged)
A Harmadik körút Szeged harmadikként épült körútja a Tisza Lajos körút és a Nagykörút mellett. Ez a város egyik legfontosabb útvonala, mely keresztül halad Móravároson, Rókuson, Makkosházán, és Tarjánon. A körút a Szabadkai úttól a Felső-Tisza partig tart.
Az 1970-es és '80-as években a körút mentén lakótelepek sora épült. Az 1990-es években pedig több hipermarket is megjelent a körúton, így egyre sűrűbbek lettek az autóbuszok ezért a 2000-es évek elején Szeged város önkormányzata a buszvonalak elektromos tömegközlekedéssel való kiváltása mellett döntött. Ennek keretein belül épült ki a Rókusi körúton a 2-es villamos mely 2012. március 3. óta szállítja az utasokat.

## A körút számokban
A körút egyes részeinek hossza (kb.):
- Móravárosi körút: 1400 m
- Vásárhelyi Pál út: 1300 m
- Rókusi körút: 1700 m
- Makkosházi körút: 850 m
- Budapesti körút: 1000 m
- Keresztöltés utca: 650 m
- Etelka sor: 350 m

## Jelentősebb épületek a körút mentén
- Tisza-palota
- Rókusi telefontorony
- Károlyi Mihály Kollégium
- SZVSE-stadion
- Rókusi víztorony